# Sulzheim (Baviera)
Sulzheim è un comune tedesco di 2 024 abitanti, situato nel land della Baviera.